# Francesc Layret
Francesc Layret i Foix (Barcelona, 10 de julho de 1880 — 30 de novembro de 1920) foi um sindicalista e advogado catalão assassinado por pistoleiros patronais na chamada guerra suja.

## Biografia
Francesc nasceu numa família rica, conhecida por ter simpatias ao republicanismo. 
Estudou Direito, Filosofia e Letras em Barcelona. Contribuiu para a fundação da Associação Escolar Republicana (1900) e a criação da Extensão Universitária, escrevendo também os estatutos do Ateneo Enciclopédico, em que foi presidente no ano de 1905, ano também em que se juntou aos jovens da União Republicana. 
Francesc também foi eleito conselheiro de Barcelona para o VII distrito. Participou ativamente do Solidaritat Catalana e contatou o centro dissidente da Liga Regionalista, que criou o Centro Nacionalista Republicano (1906). Como conselheiro ele foi um dos promotores do Orçamento da Cultura (1908), que previa escolas municipais, onde o ensino deveria ser ministrado em catalão, com coeducação e liberdade religiosa. 
Em 1910 foi um dos fundadores da União Federal Republicana Federal, da qual se separou em 1914, como um protesto pelo Pacto de Sant Gervasi com os Lerrouxistas. Contribuiu para a criação do Bloco Republicano Autônomista (1915). Como advogado, ele começou esses anos na defesa dos trabalhadores perante os tribunais, e a CNT confiou a maioria das causas contra os sindicalistas. Ele promoveu o novo jornal La Lucha (1916-19), que foi distinguido por campanhas em favor do republicanismo, nacionalismo e trabalho. Ele foi o principal líder do novo Partido Republicano Catalão (1917), o que significou um novo esforço para dar perspectivas políticas aos problemas sociais. Foi derrotado por uma escassa margem nas eleições para o deputado de Girona (1918). Participe na campanha pela autonomia da Catalunha. Em 1919, ele foi eleito deputado por Sabadell e relatou aos tribunais com energia a política social, a administração do estado e a função do exército. Em tempos de máxima repressão na CNT, sob o governo de Martinez Anido, foi assassinado na frente de sua casa quando ele estaria interessado nos líderes da CNT e Lluís Companys, que haviam sido presos e foram deportados para Mahon. Houve uma grande greve de protesto em Barcelona, e seu enterro constituiu uma manifestação política. Seu monumento, projetado por Frederic Marès, abriu em 1936 na Plaza de Goya, foi desmantelado em 1939 para acabar com a guerra civil, e reinstalado no mesmo lugar em 27 de Maio de 1977.